# 국순전
국순전(麴醇傳)은 고려 고종 때 서하(西河) 임춘이 지은 가전(假傳)이다.  내용은 술을 의인화하여 풍자적으로 서술한 것이다. 국순(麴醇) 가문의 성쇠를 그린 것으로 죽림칠현의 현실 도피적 향락을 중국 사실에 기탁하여 정치적 비평도 내포하고 있다. 진후주(陳後主)의 술로 인한 음탕으로 패망한 것을 그려 계세징인(戒世懲人)을 목적으로 했다.

## 줄거리
국순의 90대 할아버지에 청덕(淸德)이 있어 중산후(中山侯)로 봉하게 되매 그들은 비로소 국(麴)이란 성을 얻게 되었다. 순의 아버지는 죽림의 무리 칠현과 교유할 정도의 인물이었으며, 순에 이르러서 그 훌륭한 덕행이 세상에 알려져 임금도 항상 그를 사랑했다. 그러던 중 그는 강직함과 참회에서 늙고 병들어 죽으니, 순이 죽은 후엔 그에게 자식이 없어 족제 청이 있어 뒤를 잇더니 후에 자손이 다시 번성했다.